# Jugorsk
Jugorsk (ros. Югорск) – miasto w Rosji, w Chanty-Mansyjskim Okręgu Autonomicznym – Jugrze. Miasto nie wchodzi w skład żadnego rejonu, lecz, jak większość dużych miast w Okręgu, stanowi miasto wydzielone.
Miasto liczy 31 014 mieszkańców (2005 r.).

## Historia

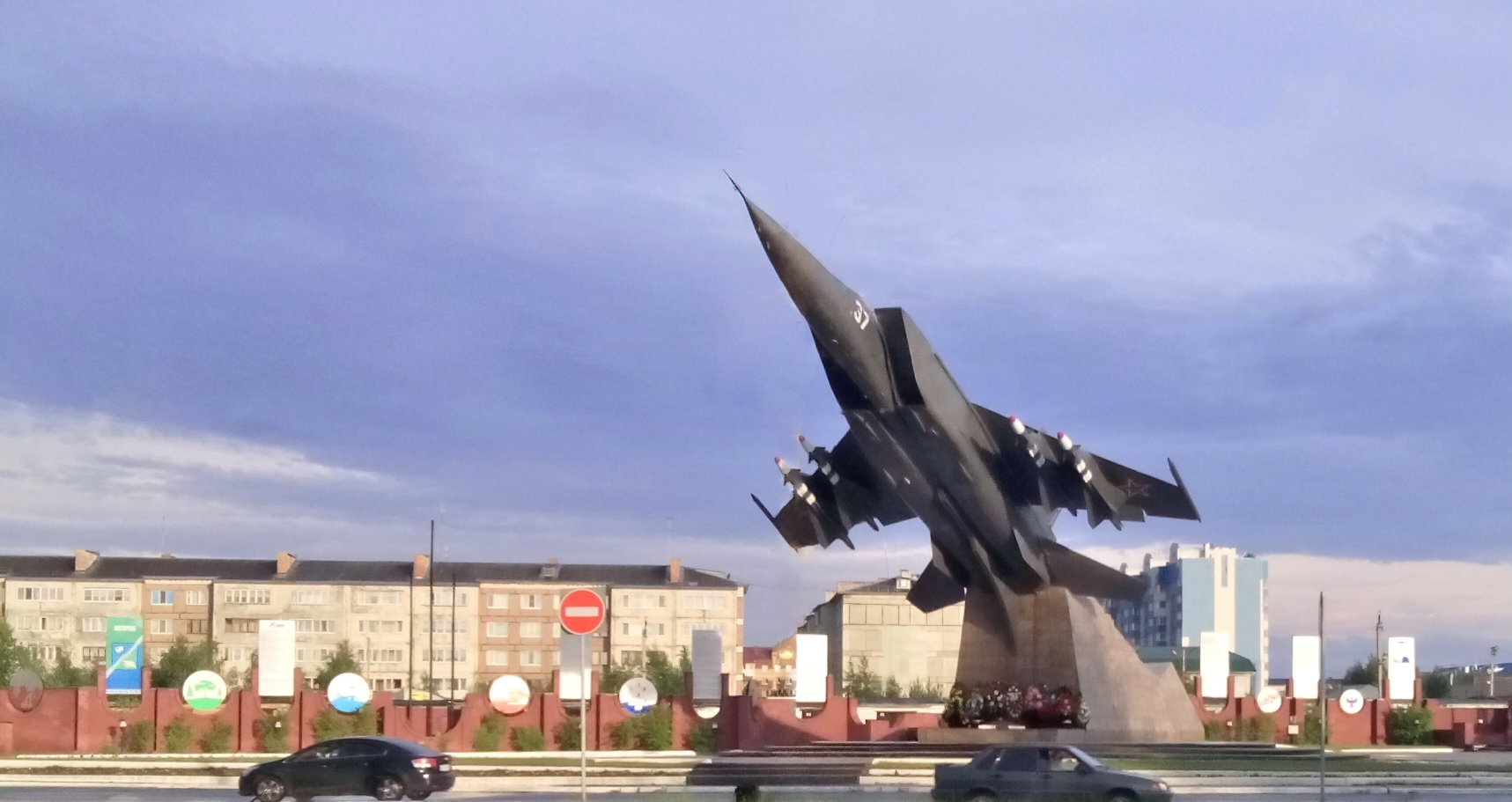
MiG-31

Jugorsk został założony w związku z budową linii kolejowej 1962 r. jako osada Komsomolskij. W 1992 miejscowość przemianowano na Jugorsk i przyznano mu prawa miejskie. Obecna nazwa miasta nawiązuje do staroruskiej nazwy Jugra – którą określano ziemie obecnego Chanty-Mansyjskiego OA (i ludy ją zamieszkujące). (Nazwa Jugra w 2003 r. została włączona do oficjalnej nazwy Okręgu.)
W 1996 r. miasto powiększono o osady Mansijskij i Komsomolskij-2.

### Gospodarka
Gospodarka miasta związana jest głównie z przemysłem naftowym oraz drzewnym. Działają tu także inne zakłady przemysłowe, związane m.in. z przemysłem budowlanym, np. cegielnia.